# ストロンボリ (補給艦)
ストロンボリ（イタリア語：Stromboli, A 5327）は、イタリア海軍のストロンボリ級補給艦1番艦。艦名はストロンボリ火山に由来し、この名を受け継いだイタリア軍艦としては6代目にあたる。

## 艦歴
「ストロンボリ」は、リウーニティ造船リヴァ・トリゴソ造船所で建造され1973年に起工、1975年2月20日に進水、1975年10月31日に就役する。
1979年7月、ベトナム・ボートピープルを救援するため「550 ヴィットリオ・ヴェネト」、「553 アンドレア・ドーリア」と第8海軍グループに属し極東に派遣された。1987年9月、イラン・イラク戦争におけるタンカー戦争に対応するため第18海軍グループに属しペルシャ湾に派遣される。1990年8月、湾岸危機の発生に伴い「F572 リベッチオ」、「F567 オルサ」と共に、第一陣としてペルシャ湾に派遣される。1994年2月ソマリア・モガディシュからの撤退を支援するため第25海軍グループに属した。1995年1月に第26海軍グループに属しユナイテッド・シールド作戦（UNOSOM 2）に参加しソマリアからの撤退を支援する。1998年から2003年にかけて常設NATO即応部隊第2海上グループ（SNMG 2）への参加任務が割り当てられる。
2002年6月から2003年9月にわたって対テロ戦争に対応するためNATOの割り当てに従いアクティブ・エンデバー作戦に参加し地中海東部海域に展開、同作戦の終盤期の2003年3月から6月にかけてはインド洋およびペルシャ湾において不朽の自由作戦に参加する。2006年1月1日から6月30日の間はNATO即応部隊（N.R.F.06）に属する。